# Лејк Даби (Охајо)
Лејк Даби (енгл. Lake Darby) насељено је место без административног статуса у америчкој савезној држави Охајо.

## Демографија
По попису из 2010. године број становника је 4.592, што је 865 (23,2%) становника више него 2000. године.
| Група             | 2000.         | 2010.         |
| Белци             | 3.490 (93,6%) | 4.174 (90,9%) |
| Афроамериканци    | 71 (1,9%)     | 119 (2,6%)    |
| Азијати           | 21 (0,6%)     | 70 (1,5%)     |
| Хиспаноамериканци | 58 (1,6%)     | 142 (3,1%)    |
| Укупно            | 3.727         | 4.592         |